# La llegada
La llegada (título original en inglés, Arrival) es una película estadounidense de drama y ciencia ficción, dirigida por Denis Villeneuve y escrita por Eric Heisserer. Con Amy Adams y Jeremy Renner en los papeles principales, está basada en el premiado relato La historia de tu vida (Story of Your Life) de Ted Chiang. Fue estrenada mundialmente el 1 de septiembre de 2016 en el Festival Internacional de Cine de Venecia.

## Argumento
Doce naves alienígenas de más de 500 metros de altura han llegado a la Tierra, situándose en diversos puntos del planeta. La respetada experta en lingüística Louise Banks (Amy Adams) es entonces requerida por el Gobierno de los Estados Unidos con el fin de descifrar y traducir el mensaje que los extraterrestres intentan transmitir a la humanidad.
Louise viajará hasta Montana, Estados Unidos, junto al físico Ian Donnelly (Jeremy Renner), para intentar establecer una comunicación con los visitantes. Juntos trabajarán para encontrar los patrones de la lengua que pretenden descifrar y llegar así a las respuestas para las cuestiones que arroja este sorprendente suceso. En concreto las dos que plantea el coronel Weber (Forest Whitaker), al mando de la operación: de dónde vienen y qué es lo que pretenden. Ante la amenaza de una posible guerra de escala global con los extraterrestres, a ojos de las discrepancias entre los gobiernos por las estrategias que deben seguir, los líderes políticos, militares y científicos de los países involucrados, deben llegar a un acuerdo para que la situación no se complique aún más, y evitar así un conflicto cuyas consecuencias podrían ser catastróficas para la raza humana.
A bordo de la nave espacial de Montana, Banks y Donnelly entran en contacto con dos alienígenas de siete extremidades parecidos a cefalópodos, a los que llaman "heptápodos"; Donnelly los apoda Abbott y Costello, investigan el complejo lenguaje escrito de los extraterrestres, que consta de frases palíndromas escritas con símbolos circulares, y comparten los resultados con otras naciones. A medida que Banks estudia el idioma, comienza a tener visiones de su hija como un "recuerdo" del futuro, cuando es capaz de establecer suficiente vocabulario compartido para preguntar por qué han venido los extraterrestres, responden con una declaración que podría traducirse como "ofrecer arma". 
El gobierno de China, trabajando por su propia cuenta, también logra descifrar el mensaje y lo interpreta como "usar un arma", lo que la lleva a interrumpir las comunicaciones, y otras naciones lo siguen. Banks sostiene que el símbolo interpretado como "arma" puede ser referido de manera más abstracta al concepto de "medio", "herramienta"; La traducción de China probablemente resulte de la interacción con los extraterrestres usando mahjong, un juego altamente competitivo en el que el ganador se lo lleva todo, unos soldados rebeldes de la base científica colocan una bomba en la entrada de la nave de Montana. Sin darse cuenta, Banks y Donnelly vuelven a entrar en la nave alienígena, y los alienígenas en su encuentro, les dan un mensaje más complejo, pero justo antes de que explote la bomba, uno de los extraterrestres expulsa a Donnelly y Banks de la nave, dejándolos inconscientes pare evitar ser afectados por la explosión. Cuando se despiertan, los militares se están preparando para evacuar la base militar de Montana, en caso de represalias y la nave se ha movido más allá de su alcance, a una mayor altura.
Donnelly descubre que el símbolo del tiempo está presente en todo el mensaje y que la escritura ocupa exactamente una doceava parte del espacio 3D en el que se proyecta. Banks sugiere que el mensaje completo se divide entre las doce naves, y los extraterrestres quieren que todas las naciones compartan lo que aprenden con este lenguaje escrito. El general Shang de China, lanza un ultimátum a su nave alienígena local, exigiendo que abandone China en 24 horas. Rusia, Pakistán y Sudán siguen su ejemplo. Las comunicaciones entre los equipos de investigación internacionales se interrumpen cuando se inicia el pánico en todo el mundo.
Banks decide salir de la base antes de la evacuación, va sola a la nave de Montana y ellos le envían una cápsula de transporte, un líquido inunda la nave, ella descubre que Abbott resultó mortalmente herido como resultado de la explosión (a la que Costello se refiere como "proceso de muerte"); Costello explica que han venido a ayudar a la humanidad en este tiempo, porque en el futuro dentro de 3000 años necesitarán la ayuda de la humanidad a cambio. Banks se da cuenta de que el "arma" es una herramienta, su lenguaje, que cambia la percepción lineal del tiempo de los humanos, permitiéndoles experimentar "recuerdos" de eventos futuros. Las visiones de Banks de su hija, Hannah, se revelan en realidad como premoniciones; su hija Hannah, no nacerá hasta algún momento en el futuro y tiene una enfermedad terminal.
Banks regresa al campamento mientras está siendo evacuado y le dice a Donnelly que el lenguaje de los extraterrestres es la "herramienta". Aquellos que dominan el idioma de los extraterrestres pueden percibir el futuro y el pasado al mismo tiempo. Banks tiene la premonición de un evento de las Naciones Unidas en el futuro, que celebra la unidad de la humanidad recién descubierta después de la llegada de los extraterrestres, en donde el general Shang enviado especial del gobierno de China, la encuentra en un pasillo, le agradece por haberlo persuadido de detener el ataque del batallón bajo su mando, llamando a su número privado en el pasado y recitando las últimas palabras de su esposa antes de morir: "La guerra no hace ganadores, sólo viudas ", y ella en el presente entiende esas palabras, como un recuerdo de lo que pasará en el futuro.
En el presente, Banks regresa a la base de Montana, se oculta, roba el teléfono satelital del agente de la CIA Halpern en la base militar de Montana y llama al número de teléfono especial de Shang, retenido en su mente por el recuerdo del futuro, para hablar con él, pedir que no ataque, que el arma es una herramienta que ellos quieren compartir con la humanidad y recitar las últimas palabras de su esposa, que fueron escuchadas por ella en el futuro, cuando el general Shang la conoce en un pasillo de las Naciones Unidas y se preparan para lograr una cumbre de paz mundial. 
Los militares de China anuncian que se retiran del ataque y comparten su duodécimo mensaje, el arma es una herramienta. Los otros países siguen su ejemplo y las doce naves parten, se elevan y desaparecen entre las nubes por su viaje en el tiempo. Durante la evacuación en helicóptero de las instalaciones de la base militar en Montana, Donnelly expresa su amor por Banks, hablan sobre opciones de vida y si las cambiaría, si pudiera ver el futuro. Banks sabe el futuro por sus visiones y sueños, que ella aceptará tener un hijo con él a pesar de conocer su destino, que su hija Hannah morirá de una enfermedad incurable antes de llegar a la adultez, y que Donnelly se divorciará de ella después de que ella revele que sabía todo sobre el futuro.

## Reparto
| Actor                   | Personaje                        |
| ----------------------- | -------------------------------- |
| Amy Adams               | Dra. Louise Banks                |
| Jeremy Renner           | Dr. Ian Donnelly                 |
| Forest Whitaker         | Cnel. Weber                      |
| Michael Stuhlbarg       | Agente Halpern                   |
| Tzi Ma                  | Gral. Shang                      |
| Mark O'Brien            | Cap. Marks                       |
| Julia Scarlett Dan      | Hannah (doce años)               |
| Jadyn Malone            | Hannah (seis años)               |
| Abigail Pniowsky        | Hannah (ocho años)               |
| Frank Schorpion         | Dr. Kettler                      |
| Lucas Chartier-Dessert  | Lasky                            |
| Christian Jadah         | Combs                            |
| Lucy Van Oldenbarneveld | Presentadora de noticias de CNAC |

### Doblaje
En español de España, el doblaje lo llevó a cabo el director y ajustador Xavier de Llorens, y la traducción la realizó María José Aguirre de Cárcer. El estudio de grabación fue el International Soundstudio, en Barcelona.
| Personaje         | Actor                                               |
| ----------------- | --------------------------------------------------- |
| Dra. Louise Banks | Graciela Molina                                     |
| Dr. Ian Donnelly  | Sergio Zamora                                       |
| Cnel. Weber       | Rafael Calvo                                        |
| Agente Halpern    | Alberto Mieza                                       |
| Cap. Marks        | Luis García Márquez                                 |
| Dr. Kettler       | Xavier de Llorens                                   |
| voces adicionales | Marta Dualde, Carlos Vicente y Xavier Martín Alonso |

En cambio, el doblaje de Hispanoamérica se realizó en el estudio de New Art Dub en la Ciudad de México. Fue dirigido por Gerardo García y la traducción fue hecha por Jesús Vallejo.
- Dra. Louise Banks - Romina Marroquín Payró
- Ian Donelly - Edson Matus
- Coronel Webber - Gerardo Vázquez
- Agente Halpern - José Luis Rivera
- General Shang - Arturo Mercado
- Capitán Marks - Miguel Ángel Ruíz

## Producción
Una adaptación del relato Story of Your Life, a cargo de Eric Heisserer, había sido planeada al menos desde noviembre de 2012, y el rodaje se llevaría a cabo en Montreal, Quebec, teniendo la participación de la productora FilmNation Entertainment.
El 2 de abril de 2014, Deadline.com reveló que Denis Villeneuve había sido elegido para dirigir una adaptación de la película escrita por Eric Heisserer y coproducida por FilmNation Entertainment y Lava Bear Films. Amy Adams estaba "en conversaciones iniciales" para el papel principal como la Dra. Louise Banks, una experta lingüista.
El 14 de mayo de 2014, Paramount Pictures emitió un comunicado de prensa indicando que había adquirido los derechos de distribución en América del Norte para la adaptación de la película —titulada en ese momento Story of Your Life— con el lanzamiento tentativo para el 2016. Tanto el director Denis Villeneuve y la actriz Amy Adams habían sido confirmados para el proyecto, basado en "un nuevo borrador de un guion" de Eric Heisserer. Jeremy Renner se unió a la película el 6 de marzo de 2015 para interpretar a un profesor de física emparejado con el personaje de Adams, además de estar relacionado con el gobierno para ayudar a comunicarse con los alienígenas. Forest Whitaker se unió a la película el 1 de abril de 2015, y Michael Stuhlbarg se unió al reparto como agente de la CIA Halpern en junio de 2015.

### Filmación
El rodaje comenzó a mediados de junio de 2015, justo después de que Renner terminara el rodaje de Capitán América: Civil War. La filmación de la película comenzó el 7 de junio de 2015 en Montreal, Quebec, Canadá.

## Premios y nominaciones
| Premio                                                                | Categoría                                               | Nominados                                                 | Resultado | Ref(s)        |
| --------------------------------------------------------------------- | ------------------------------------------------------- | --------------------------------------------------------- | --------- | ------------- |
| Premios Óscar                                                         | Mejor película                                          | Shawn Levy, Dan Levine, Aaron Ryder, David Linde          | Nominada  | [ 11 ]        |
| Premios Óscar                                                         | Mejor director                                          | Denis Villeneuve                                          | Nominado  | [ 11 ]        |
| Premios Óscar                                                         | Mejor guion adaptado                                    | Eric Heisserer                                            | Nominado  | [ 11 ]        |
| Premios Óscar                                                         | Mejor fotografía                                        | Bradford Young                                            | Nominado  | [ 11 ]        |
| Premios Óscar                                                         | Mejor diseño de producción                              | Patrice Vermette, Paul Hotte                              | Nominados | [ 11 ]        |
| Premios Óscar                                                         | Mejor montaje                                           | Joe Walker                                                | Nominada  | [ 11 ]        |
| Premios Óscar                                                         | Mejor sonido                                            | Bernard Gariépy Strobl, Claude La Haye                    | Nominados | [ 11 ]        |
| Premios Óscar                                                         | Mejor edición de sonido                                 | Sylvain Bellemare                                         | Ganadora  | [ 11 ]        |
| Globo de oro                                                          | Mejor actriz - Drama                                    | Amy Adams                                                 | Nominada  | [ 12 ]        |
| Globo de oro                                                          | Mejor banda sonora                                      | Jóhann Jóhannsson                                         | Nominado  | [ 12 ]        |
| Premios BAFTA                                                         | Mejor película                                          | Shawn Levy, Dan Levine, Aaron Ryder, David Linde          | Nominado  | [ 13 ]        |
| Premios BAFTA                                                         | Mejor director                                          | Denis Villeneuve                                          | Nominado  | [ 13 ]        |
| Premios BAFTA                                                         | Mejor actriz                                            | Amy Adams                                                 | Nominado  | [ 13 ]        |
| Premios BAFTA                                                         | Mejor guion adaptado                                    | Eric Heisserer                                            | Nominado  | [ 13 ]        |
| Premios BAFTA                                                         | Mejor fotografía                                        | Bradford Young                                            | Nominado  | [ 13 ]        |
| Premios BAFTA                                                         | Mejor música original                                   | Jóhann Jóhannsson                                         | Nominado  | [ 13 ]        |
| Premios BAFTA                                                         | Mejor montaje                                           | Joe Walker                                                | Nominado  | [ 13 ]        |
| Premios BAFTA                                                         | Mejor sonido                                            | Bernard Gariépy Strobl, Claude La Haye, Sylvain Bellemare | Ganadora  | [ 13 ]        |
| Premios BAFTA                                                         | Mejor efectos visuales                                  | Louis Morin                                               | Nominado  | [ 13 ]        |
| American Film Institute                                               | Top 10 de películas                                     | Arrival                                                   | Ganadora  | [ 14 ]        |
| National Board of Review                                              | Mejor actriz                                            | Amy Adams                                                 | Ganadora  | [ 15 ]        |
| National Board of Review                                              | Top 10                                                  | Arrival                                                   | Ganadora  | [ 15 ]        |
| Premios de la Crítica Cinematográfica                                 | Mejor película                                          | Arrival                                                   | Nominada  | [ 16 ] [ 17 ] |
| Premios de la Crítica Cinematográfica                                 | Mejor director                                          | Denis Villeneuve                                          | Nominado  | [ 16 ] [ 17 ] |
| Premios de la Crítica Cinematográfica                                 | Mejor actriz                                            | Amy Adams                                                 | Nominada  | [ 16 ] [ 17 ] |
| Premios de la Crítica Cinematográfica                                 | Mejor guion adaptado                                    | Eric Heisserer                                            | Ganador   | [ 16 ] [ 17 ] |
| Premios de la Crítica Cinematográfica                                 | Mejor fotografía                                        | Bradford Young                                            | Nominado  | [ 16 ] [ 17 ] |
| Premios de la Crítica Cinematográfica                                 | Mejor diseño de producción                              | Patrice Vermette                                          | Nominada  | [ 16 ] [ 17 ] |
| Premios de la Crítica Cinematográfica                                 | Mejor música                                            | Jóhann Jóhannsson                                         | Nominado  | [ 16 ] [ 17 ] |
| Premios de la Crítica Cinematográfica                                 | Mejor montaje                                           | Joe Walker                                                | Nominado  | [ 16 ] [ 17 ] |
| Premios de la Crítica Cinematográfica                                 | Mejores efectos visuales                                | Mejores efectos visuales                                  | Nominada  | [ 16 ] [ 17 ] |
| Premios de la Crítica Cinematográfica                                 | Mejor película de ciencia ficción/terror                | Arrival                                                   | Ganadora  | [ 16 ] [ 17 ] |
| Evening Standard British Film Awards                                  | Mejor logro técnico                                     | Max Richter (aportación a la música)                      | Ganador   | [ 18 ]        |
| Círculo de Críticos de San Francisco                                  | Mejor película                                          | Arrival                                                   | Nominada  | [ 19 ]        |
| Círculo de Críticos de San Francisco                                  | Mejor director                                          | Denis Villeneuve                                          | Nominado  | [ 19 ]        |
| Círculo de Críticos de San Francisco                                  | Mejor actriz                                            | Amy Adams                                                 | Nominada  | [ 19 ]        |
| Círculo de Críticos de San Francisco                                  | Mejor guion adaptado                                    | Eric Heisserer                                            | Ganador   | [ 19 ]        |
| Círculo de Críticos de San Francisco                                  | Mejor fotografía                                        | Bradford Young                                            | Nominado  | [ 19 ]        |
| Círculo de Críticos de San Francisco                                  | Mejor diseño de producción                              | Patrice Vermette                                          | Nominada  | [ 19 ]        |
| Círculo de Críticos de San Francisco                                  | Mejor música                                            | Jóhann Jóhannsson                                         | Nominado  | [ 19 ]        |
| Círculo de Críticos de San Francisco                                  | Mejor montaje                                           | Joe Walker                                                | Ganador   | [ 19 ]        |
| Crítica de Washington D. C.                                           | Mejor película                                          | Arrival                                                   | Nominada  | [ 20 ]        |
| Crítica de Washington D. C.                                           | Mejor director                                          | Denis Villeneuve                                          | Nominado  | [ 20 ]        |
| Crítica de Washington D. C.                                           | Mejor actriz                                            | Amy Adams                                                 | Nominada  | [ 20 ]        |
| Crítica de Washington D. C.                                           | Mejor guion adaptado                                    | Eric Heisserer                                            | Ganador   | [ 20 ]        |
| Crítica de Washington D. C.                                           | Mejor fotografía                                        | Bradford Young                                            | Nominado  | [ 20 ]        |
| Crítica de Washington D. C.                                           | Mejor diseño de producción                              | Patrice Vermette                                          | Nominada  | [ 20 ]        |
| Crítica de Washington D. C.                                           | Mejor música                                            | Jóhann Jóhannsson                                         | Nominado  | [ 20 ]        |
| Crítica de Washington D. C.                                           | Mejor montaje                                           | Joe Walker                                                | Nominado  | [ 20 ]        |
| Crítica de San Diego                                                  | Mejor guion adaptado                                    | Eric Heisserer                                            | Nominado  | [ 21 ]        |
| Crítica de San Diego                                                  | Mejor fotografía                                        | Bradford Young                                            | Nominado  | [ 21 ]        |
| Crítica de San Diego                                                  | Mejor diseño de producción                              | Patrice Vermette                                          | Nominada  | [ 21 ]        |
| Crítica de San Diego                                                  | Mejor montaje                                           | Joe Walker                                                | Nominado  | [ 21 ]        |
| Crítica de San Diego                                                  | Mejores efectos visuales                                | Arrival                                                   | Finalista | [ 21 ]        |
| Crítica de St. Louis                                                  | Mejor película                                          | Arrival                                                   | Finalista | [ 22 ] [ 23 ] |
| Crítica de St. Louis                                                  | Mejor director                                          | Denis Villeneuve                                          | Finalista | [ 22 ] [ 23 ] |
| Crítica de St. Louis                                                  | Mejor actriz                                            | Amy Adams                                                 | Nominada  | [ 22 ] [ 23 ] |
| Crítica de St. Louis                                                  | Mejor guion adaptado                                    | Eric Heisserer                                            | Finalista | [ 22 ] [ 23 ] |
| Crítica de St. Louis                                                  | Mejor fotografía                                        | Bradford Young                                            | Nominado  | [ 22 ] [ 23 ] |
| Crítica de St. Louis                                                  | Mejor música                                            | Jóhann Jóhannsson                                         | Nominado  | [ 22 ] [ 23 ] |
| Crítica de St. Louis                                                  | Mejores efectos visuales                                | Mejores efectos visuales                                  | Nominada  | [ 22 ] [ 23 ] |
| Crítica de St. Louis                                                  | Mejor película de terror/ciencia ficción                | Arrival                                                   | Finalista | [ 22 ] [ 23 ] |
| Hollywood Music in Media Awards                                       | Música original en película de ciencia ficción/fantasía | Jóhann Jóhannsson                                         | Nominado  | [ 24 ]        |
| Crítica de Kansas                                                     | Mejor guion adatado                                     | Eric Heisserer                                            | Ganador   | [ 25 ]        |
| Crítica de Kansas                                                     | Mejor película de Sci-fi/Terror                         | Arrival                                                   | Ganadora  | [ 25 ]        |
| Australian Academy of Cinema and Television Arts International Awards | Mejor película                                          | Arrival                                                   | Nominada  | [ 26 ]        |
| Australian Academy of Cinema and Television Arts International Awards | Mejor director                                          | Denis Villeneuve                                          | Nominado  | [ 26 ]        |
| Australian Academy of Cinema and Television Arts International Awards | Mejor actriz                                            | Amy Adams                                                 | Nominada  | [ 26 ]        |
| Alianza de Mujeres Periodistas de Cine                                | Mejor película                                          | Arrival                                                   | Nominada  | [ 27 ] [ 28 ] |
| Alianza de Mujeres Periodistas de Cine                                | Mejor director                                          | Denis Villeneuve                                          | Nominado  | [ 27 ] [ 28 ] |
| Alianza de Mujeres Periodistas de Cine                                | Mejor actriz                                            | Amy Adams                                                 | Nominada  | [ 27 ] [ 28 ] |
| Alianza de Mujeres Periodistas de Cine                                | Mejor guion adaptado                                    | Eric Heisserer                                            | Nominado  | [ 27 ] [ 28 ] |
| Alianza de Mujeres Periodistas de Cine                                | Mejor montaje                                           | Joe Walker                                                | Nominado  | [ 27 ] [ 28 ] |
| Alianza de Mujeres Periodistas de Cine                                | Mejor fotografía                                        | Bradford Young                                            | Nominado  | [ 27 ] [ 28 ] |
| Crítica de Florida                                                    | Mejor guion adaptado                                    | Annette Bening                                            | Nominada  | [ 29 ]        |
| Crítica de Florida                                                    | Mejor fotografía                                        | Bradford Young                                            | Nominado  | [ 29 ]        |
| Crítica de Florida                                                    | Mejor dirección de arte                                 | Patrice Vermette                                          | Nominada  | [ 29 ]        |
| Crítica de Florida                                                    | Mejor banda sonora                                      | Jóhann Jóhannsson                                         | Nominado  | [ 29 ]        |
| Crítica de Florida                                                    | Mejores efectos visuales                                | Mejores efectos visuales                                  | Ganadora  | [ 29 ]        |
| Crítica de Carolina del Norte                                         | Mejor película                                          | Arrival                                                   | Nominada  | [ 30 ] [ 31 ] |
| Crítica de Carolina del Norte                                         | Mejor guion adaptado                                    | Eric Heisserer                                            | Ganador   | [ 30 ] [ 31 ] |
| Crítica de Carolina del Norte                                         | Mejor fotografía                                        | Bradford Young                                            | Nominado  | [ 30 ] [ 31 ] |
| Crítica de Carolina del Norte                                         | Mejores efectos visuales                                | Mejores efectos visuales                                  | Nominada  | [ 30 ] [ 31 ] |
| Sociedad de Críticos de Cine en Línea                                 | Mejor película                                          | Arrival                                                   | Nominada  | [ 32 ] [ 33 ] |
| Sociedad de Críticos de Cine en Línea                                 | Mejor director                                          | Denis Villeneuve                                          | Nominado  | [ 32 ] [ 33 ] |
| Sociedad de Críticos de Cine en Línea                                 | Mejor actriz                                            | Amy Adams                                                 | Nominada  | [ 32 ] [ 33 ] |
| Sociedad de Críticos de Cine en Línea                                 | Mejor fotografía                                        | Bradford Young                                            | Nominado  | [ 32 ] [ 33 ] |
| Sociedad de Críticos de Cine en Línea                                 | Mejor guion adaptado                                    | Eric Heisserer, Ted Chiang                                | Ganadores | [ 32 ] [ 33 ] |
| Sociedad de Críticos de Cine en Línea                                 | Mejor montaje                                           | Joe Walker                                                | Nominado  | [ 32 ] [ 33 ] |
| Crítica de Seattle                                                    | Mejor película                                          | Arrival                                                   | Nominada  | [ 34 ]        |
| Crítica de Seattle                                                    | Mejor director                                          | Denis Villeneuve                                          | Nominado  | [ 34 ]        |
| Crítica de Seattle                                                    | Mejor actriz                                            | Amy Adams                                                 | Finalista | [ 34 ]        |
| Crítica de Seattle                                                    | Mejor guion adaptado                                    | Eric Heisserer                                            | Nominado  | [ 34 ]        |
| Crítica de Seattle                                                    | Mejor fotografía                                        | Bradford Young                                            | Ganador   | [ 34 ]        |
| Crítica de Seattle                                                    | Mejor diseño de producción                              | Patrice Vermette                                          | Nominada  | [ 34 ]        |
| Crítica de Seattle                                                    | Mejor música                                            | Jóhann Jóhannsson                                         | Ganador   | [ 34 ]        |
| Crítica de Seattle                                                    | Mejor montaje                                           | Joe Walker                                                | Finalista | [ 34 ]        |
| Crítica de Seattle                                                    | Mejores efectos visuales                                | Louis Morin                                               | Ganador   | [ 34 ]        |
| Asociación de Críticos de Cine de Austin                              | Mejor película                                          | Arrival                                                   | Nominada  | [ 35 ]        |
| Asociación de Críticos de Cine de Austin                              | Mejor director                                          | Denis Villeneuve                                          | Nominado  | [ 35 ]        |
| Asociación de Críticos de Cine de Austin                              | Mejor actriz                                            | Amy Adams                                                 | Nominada  | [ 35 ]        |
| Asociación de Críticos de Cine de Austin                              | Mejor guion adaptado                                    | Eric Heisserer                                            | Ganador   | [ 35 ]        |
| Asociación de Críticos de Cine de Austin                              | Mejor fotografía                                        | Bradford Young                                            | Nominado  | [ 35 ]        |
| Asociación de Críticos de Cine de Austin                              | Top 10 del año                                          | Arrival                                                   | Ganadora  | [ 35 ]        |
| Asociación de Críticos de Cine de Austin                              | Mejor música                                            | Jóhann Jóhannsson                                         | Nominado  | [ 35 ]        |
| Directores de Casting                                                 | Mejor casting en un drama de alto presupuesto           | Francine Maisler, Lucie Robitaille                        | Nominada  | [ 36 ]        |
| Premios Eddie                                                         | Mejor montaje en película dramática                     | Joe Walker                                                | Ganador   | [ 37 ]        |
| Círculo de Críticos de Oklahoma                                       | Mejor guion adaptado                                    | Eric Heisserer                                            | Ganador   | [ 38 ]        |
| Gremio de directores artísticos                                       | Mejor dirección artística en película de fantasía       | Patrice Vermette                                          | Nominada  | [ 39 ]        |